# Клаус Майклсон
Ніклаус Майклсон був головним героєм (іноді антагоністом/антигероєм) в серіалі «Первородні». Він був колишнім головним героєм, антагоністом/антигероєм «Щоденників вампіра» . Клаус був первородним вампіром і перевертнем, що робило його первородним гібридом.
Одного разу я був в поході в Андах. До мене підлетіла колібрі і просто зависла, дивлячись на мене. Її крихітне сердечко стукотіло, як кулемет. І я подумав, що це за річ: доводиться важко працювати щодня, щоб просто залишитися в живих, бути постійно на межі смерті, і яким задоволенням повинен бути кожен день, коли вижив. І це був єдиний раз, коли я задумався про те, щоб стати людиною.— Клаус ділиться конфіденційною інформацією з Керолайн в 4 сезоні

## Біографія
Клаус був біологічним сином Анселя та Естер, пасинком Майкла та племінником Далії . Клаус є молодшим зведеним братом по материнській лінії Фреї, Фінна, Елайджі та старшим зведеним братом по материнській лінії Кола, Ребекки та Генріка. Клаус був дядьком ненародженого сина Фреї та Матіаса та сина Фреї та Кілін, Ніка. Клаус є батьком Хоуп, матір'ю якої є Гейлі, і прийомним батьком Марселя Жерара, хлопчика-сироти, якого він врятував і згодом перетворив на вампіра .
Вперше про Клауса згадали у другому сезоні серіалу «Щоденники вампіра» під час розмови між Роуз і Стефаном Сальваторе. Роуз попереджає Стефана про первородних вампірів, через що Елейна Ґілберт дізналася, що Клаус був найстарішим вампіром в історії. Пізніше Елайджа згадує, що Клаус є відлюдником і довіряє дуже небагатьом людям, зазвичай лише своєму найближчому оточенню.
Понад тисячу років Клаус намагався зняти накладене на нього прокляття. Він створив міф про прокляття Сонця та Місяця, щоб знайти місячний камінь і Двійника Петрової, які були необхідні для зняття справжнього прокляття. Його метою було звільнити свою сторону перевертня, щоб він міг породити свій власний супер вид гібридів перевертня та вампіра.
У 1492 році він нарешті отримав шанс зняти своє прокляття, коли зустрів Катерину Петрову, останню частину, необхідну для зняття прокляття. Однак Катерині вдалося зірвати його план використати її в жертву, перетворившись на вампіра. Протягом наступних 500 років Клаус шукав спосіб зняти прокляття без двійника, змусивши покоління відьом допомагати йому. У пошуках способу зняти прокляття Клаус вистежив свою сім'ю та нейтралізував її. Він також полював на Катерину, яка втекла від нього і вкрала місячний камінь. Однак слід також зазначити, що він також тікав від свого вітчима Майкла, оскільки у Клауса було жорстоке дитинство.
Окрім родини, у 1920-х роках у Клауса склалися міцні стосунки зі Стефаном. Потім він зустрівся з вампіркою Керолайн Форбс і почав піклуватися про неї, зрештою закохався в неї і намагався завоювати її любов, і через довгий час вони стали друзями. У Новому Орлеані Клаус співпрацював з Марселем, керуючи Новим Орлеаном, поки Клаус не виявив його зраду, коли він привів Майкла до Нового Орлеана. Вони врятували свою дружбу, коли Марсель врятував дочку Клауса, Хоуп, і вони разом працювали, щоб знищити своїх ворогів. Клаус також піклувався про барменшу Каміллу О'Коннелл, у яку був закоханий перед її смертю.

## Особистість
Поки він ще був незапущеним гібридом, Клаус мав складне життя. Він був близький зі своєю зведеною сестрою Ребеккою, яку він ніжно називав «Бекка», а також зі своїми зведеними братами Елайджею, Колом та Генріком, але зі своїм зведеним братом Фінном він з дитинства зовсім не ладнав. У нього були погані стосунки зі своїм владним вітчимом Майклом, який був суворішим до нього, ніж до його братів і сестер. З дитинства Клаус був жертвою фізичного та словесного насильства вітчима, що змусило його постійно шукати схвалення вітчима, але так і не знайшов його. Естер часто намагалася заспокоїти Майкла, коли він злився на Клауса, але ніколи не намагалася зупинити його від приниження чи фізичного/психічного насильства над її сином. Крім того, як незапущений перевертень, Клаус мав агресивну поведінку, але він не міг впоратися з нею через те, що його мати змусила його носити магічне намисто, створене, щоб послабити його силу і, таким чином, зробити його вразливим до жорстокого поводження з боку Майкла. Ці причини спонукали Клауса образитися на обох своїх батьків і, можливо, заздрити зведеним братам і сестрі по материнській лінії за те, що вони користуються їх схваленням. Віра в те, що його ніхто не любить і що він приречений назавжди бути самотнім, була головним фактором, який змінив особистість Клауса.
Клауса постійно описують як жорстокого, садистського, параноїка, імпульсивного, запального, агресивного, непередбачуваного, самозакоханого, маніпулятивного, ревнивого та одержимого. Роки принижень і фізичного/емоційного насильства з боку Майкла та байдужість Естер змусили Клауса вбити власну матір за зраду. Після цього Клаус відключив свою людяність від усіх, крім своєї родини, вбиваючи всіх, хто переходив йому дорогу. Мстивий і жадібний до влади, він не зупиниться ні перед чим, щоб досягти своїх цілей і усунути тих, хто стоїть на його шляху. Але він також ставитиме корисність перед задоволенням і зберігає людей живими, коли це відповідає його потребам. Хоча Клаус майже не поважає людське життя загалом, він також має мораль. Він також має почуття честі і не поступиться своїм словом, хоча завжди шукатиме лазівки в угодах, які укладає.
Однак жага влади Клауса насправді приховує глибокий страх самотності, що повинно випливати з поводження його вітчима з ним. Йому потрібні гібриди, щоб він не був єдиним представником своєї раси, як задумала Естер, коли наклала на нього прокляття. Він також бажає, понад усе, возз'єднатися з друзями та сім'єю, про що свідчить його бажання, щоб Стефан, його колишній друг, і його сім'я знову були поруч. Він показав, що має більш м'яку сторону, коли він поруч з Керолайн, але рідко виявляє це з іншими людьми. Клаус також тримає образу на людей, які намагаються вбити його, або членів його родини, і рідко забуває це.
Клаус дуже розумний, розважливий, думає про непередбачені обставини, він (таємно) визнає свої помилки та вчиться на них, завжди на два кроки попереду ворогів.
Клаус має саркастичне почуття гумору, і він є саркастичним навіть до членів своєї родини. Незважаючи на маніпулятивність, він не любить, коли маніпулюють ним. Він не дуже добре сприймає зраду, особливо якщо це з боку члена його сім'ї. Він нетерпимий до людей, які в цілому його розчаровують.
Клаус іноді може бути холодним і невихованим, він також не проти вбивати дітей, якщо вони становлять загрозу для нього або його сім'ї, незважаючи на це Клаус загалом не любить людей, які погано поводяться з дітьми або жорстоко поводяться з ними; через те, що він зазнав жорстокого поводження з боку свого вітчима Майкла. Через те, що його зрадила Естер, Клаус не довіряє людям, він довіряє лише тим, хто довів, що заслуговує на його довіру. Клаус хоче, щоб люди були лояльні до нього та поважали його за власним бажанням, він не любить примушувати людей бути лояльними до нього проти їхньої волі.
Спочатку Клаус ненавидів бути вампіром, після того, як його перетворили на нього, але з часом він прийняв свою вампірську природу, так як і свою природу перевертня, хоча все ще є частина Клауса, яка ображається на Майкла та Естер за те, що вони перетворили його та зведених братів і сестру на вампірів проти їх волі. Пізніше він зізнався Естер, що прощає їй за те, що вона їх перетворила, і віддає перевагу їм як вампірам.
За час перебування в Новому Орлеані Клаус став щиро піклуватися про свою дитину, і був глибоко скривджений/розлючений, коли Елайджа та Гейлі звинуватили його в тому, що він використав її для народження нових гібридів. Також показано, що Клаус став більш м'яким, оскільки він щиро шкодує про те, що завдав удару Елайджі, і зробив усе можливе, щоб показати, як йому шкода. Цілком можливо, що перебування в його колишньому домі, з його сім'єю, змусило Клауса людяність проявити більше
Зрікаючись свого правління над Французьким кварталом і передаючи контроль Марселю з єдиною метою зосередити свою увагу на вихованні Хоуп, Клаус демонструє феноменальну зміну своїх пріоритетів і владолюбства, а також у прийнятті приходу батьківства та досвіду нової, саможертовної любові.

## Цікаві факти
- Ім'я «Клаус» — це німецька варіація «Ніколаус». Від грецького Νικολαος (Nikolaos) означає «перемога народу». Це ім'я святого, який лежить в основі легенди про Святого Клауса. Це також скорочене ім'я Ніклаус.
- Оскільки Кетрін була перетворена на вампіра 6 квітня 1492 року, можна припустити, що день народження Клауса припадає на період між січнем і квітнем.
- Клаус є шанувальником Beatles і стверджує, що вони зробили 60-ті чудовими.
- Клаус страждав від Прокляття мисливця протягом 52 років, 4 місяців і 9 днів.
- Клаус вміє читати та розмовляти арамейською. Він також може розмовляти французькою, німецькою та італійською мовами, хоча наскільки вправно невідомо.
- У Клауса є татуювання «пташине перо» на передній частині лівого плеча, вісім татуювань у вигляді птахів на лівій стороні грудей і татуювання трикутника на правій стороні спини.
- Далія стверджує, що Клаус є найрозумнішим з його зведених братів і сестер, оскільки в його жилах не тече груба вікінгська кров.
- Клаус розповідає, що він ненавидів ромашковий чай, який, здається, був улюбленим чаєм його матері.